# Luciano San Miguel
Luciano San Miguel (ur. 7 stycznia 1875, zm. 27 marca 1903) – filipiński wojskowy i polityk.

## Życiorys
Urodził się w Novelecie w prowincji Cavite jako syn Regino San Miguela oraz Gabrieli Saklolo. Podjął naukę w Ateneo de Manila, ostatecznie jednak musiał podjąć pracę zarobkową. Imał się krawiectwa, pracował też w hacjendzie należącej do Pedro Roxasa w Nagsubu w prowincji Batangas. Tam też poznał Marię Ongcapin, którą to w chwili wybuchu rewolucji filipińskiej z 1896 planował poślubić.
Wraz z początkiem działań zbrojnych powrócił do rodzinnego Cavite, wstępując jednocześnie do Katipunanu. Była to początkowo tajna organizacja, która stała za planami zbrojnego zrywu przeciwko Hiszpanii, a następnie kierowała wysiłkami filipińskich rewolucyjnych sił zbrojnych. Związał się z Magdiwang, grupą w łonie Katipunanu stojącą na stanowisku, iż nie ma potrzeby tworzenia odrębnego rewolucyjnego rządu, w związku z tym, sam Katipunan takowy rząd stanowi. Szybko awansował, otrzymał stopień pułkownika. Dowodził oddziałem stacjonującym w Nagsubu, chroniąc miasto przed atakami sił hiszpańskich. Jednym z większych starć z tamtego okresu z jego udziałem był atak na San Francisco de Malaban z 26 sierpnia 1897.
Powrót prezydenta Emilio Aguinaldo z wymuszonej przez porozumienie z Biyak-na-Bato emigracji politycznej w Hongkongu przyspieszył karierę San Miguela. Otrzymywał on funkcje dowódcze w Bulacanie, Morong, Batangas, Lagunie czy wreszcie w stołecznej Manili. Wszedł ponadto w skład gwardii honorowej przy głowie państwa. Zaczął być w owym czasie tytułowany generałem choć jeszcze takiego stopnia formalnie nie posiadał. Jego zdolności dowódcze przyniosły mu powszechne uznanie podczas wojny amerykańsko-filipińskiej. Otrzymał awans do stopnia generała brygady, został także wybrany w skład Kongresu z Malolos. Był w nim reprezentantem prowincji Negros Oriental.
Ostateczne pokonanie i rozbicie rewolucyjnych sił zbrojnych przez wojska amerykańskie skłoniło San Miguela do podjęcia próby wskrzeszenia Katipunanu w styczniu 1903. Po schwytaniu prezydenta Aguinaldo został mianowany najwyższym dowódcą wszystkich pozostałych jeszcze pod bronią oddziałów filipińskich. Przeszedł do walki partyzanckiej. Zginął w bitwie pod Koral-na-Bato w Antipolo w prowincji Rizal. Przed śmiercią, trzymając w rękach zarówno szablę jak i pistolet miał powiedzieć, że umrzeć za Ojczyznę i za jej wolność to jedyna prawdziwa radość i honor.